# 深州盈亿义仓
深州盈亿义仓，位于中国河北省衡水市深州市深州镇，1993年7月15日公布为河北省文物保护单位，2013年3月5日公布为第七批全国重点文物保护单位。